# Thuốc ức chế trung ương

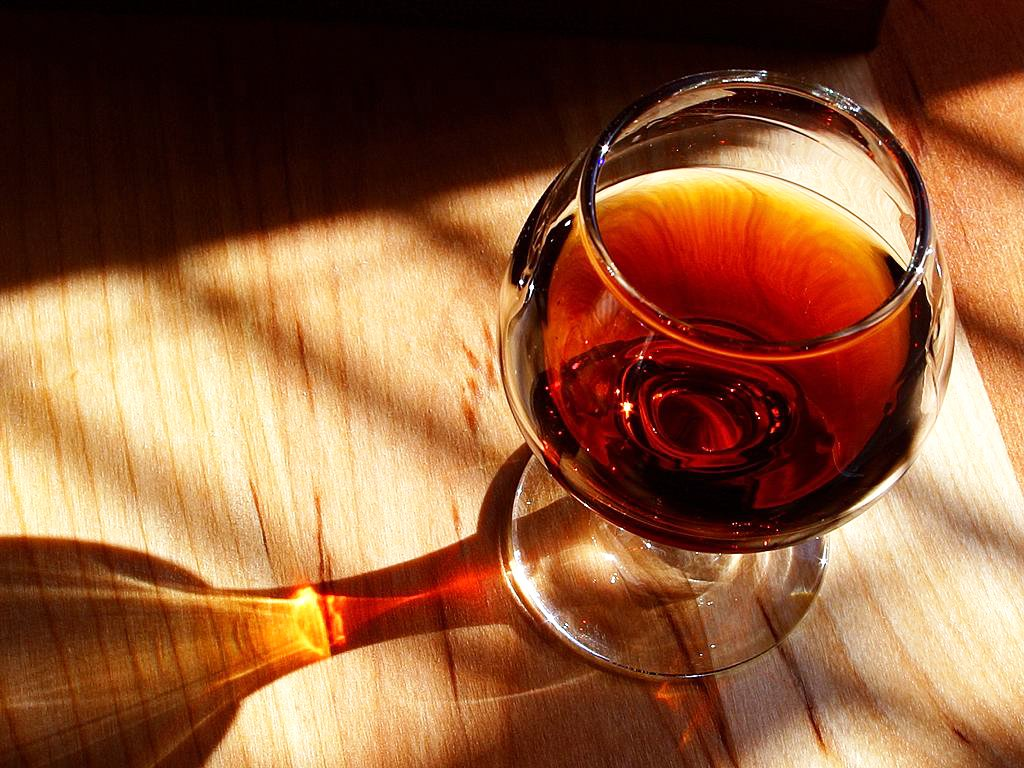
Rượu là ví dụ điển hình cho thuốc ức chế.

Thuốc ức chế trung ương, hoặc thuốc ức chế, là một loại thuốc làm giảm mức độ truyền dẫn thần kinh, từ đó có thể làm giảm hoặc giảm kích thích hoặc kích thích, trong các khu vực khác nhau của não. Những thuốc ức chế này cũng thỉnh thoảng được gọi là "thuốc hạ tâm trạng" do chúng giảm mức độ kích thích khi uống. Các thuốc kích thích hoặc "nâng tâm trạng" làm tăng chức năng thần kinh và/hoặc thể chất, do đó loại thuốc ức chế là đối nghịch với thuốc kích thích, chứ không phải thuốc với thuốc chống ức chế.
Thuốc ức chế được sử dụng rộng rãi trên toàn thế giới như thuốc theo toa và cả theo các hình thức bất hợp pháp. Rượu là một thuốc ức chế rất nổi bật. Rượu có thể hoặc nhiều khả năng là một vấn đề lớn trong thanh thiếu niên và giới trẻ. Khi sử dụng thuốc ức chế, các tác dụng thường bao gồm mất điều hòa, giải tỏa căng thẳng, giảm đau, an thần hoặc buồn ngủ, suy giảm nhận thức/trí nhớ, cũng như trong một số trường hợp là hưng phấn, phân liệt, giãn cơ, hạ huyết áp hoặc nhịp tim, suy hô hấp và các hiệu ứng của thuốc chống co giật, và thậm chí gây mê hoàn toàn hoặc tử vong ở liều cao.
Thuốc ức chế tác dụng của chúng thông qua một số cơ chế dược lý khác nhau, nổi bật nhất trong số đó bao gồm tạo điều kiện cho GABA, và ức chế hoạt động của các glutamatergic hoặc monoaminergic. Các ví dụ khác là các hóa chất thay đổi tín hiệu điện bên trong cơ thể. Nổi bật nhất trong số này là bromi và các chất chặn kênh.